# Катастрофа блакитного неба
Катастрофа блакитного неба — особливий тип біфуркації корозмірності 1 в теорії динамічних систем, при якій довжина гіперболічної періодичної траєкторії при значення параметра, що прямує до критичного, необмежено наростає, і тим самим сімейство таких траєкторій не продовжується на граничне значення параметра, однак при цьому орбіта залишається в обмеженій частині фазового простору і не втрачає стабільності.
Назва біфуркації з'явилася зі словесного опису поведінки траєкторії при біфуркації — подовжуючись, вона в підсумку «розчиняється в блакитному небі»".

## Історія
Приклад динамічної системи, що залежить від параметра, в якій при прагненні параметра до критичного довжина деякої періодичної траєкторії прямує до нескінченності, був описаний в 1967 році Фуллером. У 1974 році Паліс і П'ю поставили питання про існування і типовість таких біфуркацій.
В роботі 1980 року В. С. Медведєв розбирає приклад конкретної динамічної системи, в якій відбувається біфуркація блакитного неба, відзначаючи, що як до, так і після біфуркації система виявляється грубою (тобто структурно стійкою). У 1995 році, Д. Тураєв і Л. Шильников пред'являють приклад типового однопараметричного сімейства векторних полів в розмірності 3, в якому відбувається така біфуркація. Такий приклад показує, що ця біфуркація має корозмірность 1, — іншими словами, що вона відбувається при перетині деякою гіперповерхнею в просторі всіх динамічних систем.